# Сейшельский мешкокрыл
Сейшельский мешкокрыл (лат. Coleura seychellensis) — небольшая летучая мышь семейства футлярохвостых, находящаяся на грани исчезновения. Обитает на нескольких из Сейшельских островов.

## Описание и ареал
Маленькая летучая мышь, вес которой едва превышает 10 граммов. Длина предплечья у обследованных экземпляров составляет от 52 до 57 миллиметров. Наблюдения показывали, что мешкокрыл, охотясь, летает зигзагами, как высоко (15—20 м) так и низко (1,5—2 м) над землёй. Его рацион составляют относительно крупные насекомые, скопления которых он отыскивает на разных высотах над уровнем моря. Этому виду для обитания нужны пещеры с горизонтальным потолком и стабильной низкой температурой, при этом важным фактором является отсутствие растительности у входа, обеспечивающее свободный пролёт.
Исторический ареал вида охватывал как минимум четыре из внутренних Сейшельских островов: Маэ, Силуэт, Праслен и Ла-Диг. Особей с островов Праслен и Маэ выделяют в подвид Coleura seychellensis seychellensis, а с островов Силуэт и Ла-Диг — в подвид Coleura seychellensis silhouettae. На островах Ла-Диг и Праслен, по свидетельствам, вид не встречается с 1980-х годов. Крупнейшая субпопуляция обитает в пещере на острове Силуэт, в ходе наблюдений 2003 года в ней было насчитано 32 особи. В 2008 году, однако, отмечено было всего 27 животных. В 2010 году часть летучих мышей покинула колонию, основав новую; по последним оценкам, в первой насчитывалось от 18 до 40, а во второй от 18 до 22 особей. На Маэ было отмечено три колонии: одна насчитывала приблизительно 27 животных, другая — около восьми, в третьем же месте наблюдались всего одна или две особи.

## Охранный статус и меры по сохранению
Международный союз охраны природы присвоил виду наивысший охранный статус CR — на грани исчезновения (повышен с EN в 1996 году). Природоохранный трест Сейшельских островов (англ. Nature Protection Trust of Seychelles) вёл проект по сохранению вида с 1997 по март 2011 года, когда программа была свёрнута в отсутствие правительственной поддержки. В 2012 году вид был включён в перечень из сотни видов, находящихся под наибольшей угрозой исчезновения, в совместной публикации Комиссии по выживанию видов IUCN и Зоологического общества Лондона.
Вероятно, наиболее катастрофический упадок популяция вида пережила в конце XIX — начале XX века, когда леса активно вырубались под кокосовые плантации. В настоящее время основными угрозами виду является инвазивная лиана Pueraria phaseoloides, которая меняет температурный градиент внутри пещер, если обрастает вход, а также интродуцированная в 1949 году на острова обыкновенная сипуха и дикие кошки.